# Dublin (hrabstwo)
Dublin (irl. Contae Átha Cliath) – historyczne i tradycyjne hrabstwo Irlandii, obejmujące stolicę Irlandii – Dublin oraz administracyjne hrabstwa: Dún Laoghaire-Rathdown, Fingal i Dublin Południowy.

## Wprowadzenie
Hrabstwo Dublin mieści się na wschodnim wybrzeżu Irlandii w prowincji Leinster. Obszar ten niegdyś miał status hrabstwa, aż do rozwiązania w roku 1994, kiedy to tamtejszy samorząd stwierdził w uchwale, że hrabstwo zostanie zlikwidowane i zastąpione przez Dún Laoghaire-Rathdown, Fingal i Dublin Południowy. W tamtym czasie, m.in. ze względu na raport Rady Europy, który wyróżnił Irlandię jako najbardziej scentralizowany kraj w Unii Europejskiej, zdecydowano, że pojedyncze hrabstwo Dublin jest niedemokratyczne z perspektywy samorządów.
Wiele organizacji, agencji i klubów sportowych nadal działa na bazie hrabstwa Dublin. Nowe hrabstwa pojawiły się na wszystkich irlandzkich mapach od roku 2006. Obszar ten jest nazywany w administracji Dublin Region, jest to termin oficjalnie używany przez cztery dublińskie rady: Dublin City Council, South Dublin County Council, Dún Laoghaire-Rathdown County Council i Fingal County Council. Istnieje również rzadziej używana forma Greater Dublin Area, która określa region Dublin i hrabstwa Kildare, Meath i Wicklow. Region Dublin zamieszkuje 27,75% wszystkich mieszkańców Irlandii.

## Rząd lokalny
Dublin City Council (Rada Miejska Dublina) istniała od wieków, początkowo jako Dublin Corporation. W 1994 na miejsce Dublin County Council (Rady Hrabstwa) wprowadzono nowe hrabstwa administracyjne:
| Nazwa                  | Położenie         | Status   | Powierzchnia: km² | Populacja: 2011  |
| Dublin                 | centrum           | miasto   | 114,99 (12,6%)    | 527 612 (41,44%) |
| Dún Laoghaire-Rathdown | południowy wschód | hrabstwo | 127,31 (13,9%)    | 206 261 (16,22%) |
| Fingal                 | północ            | hrabstwo | 448,07 (49,1%)    | 273 991 (21,52%) |
| Dublin Południowy      | południowy zachód | hrabstwo | 222,74 (24,4%)    | 265 205 (20,82%) |

## Miasta i przedmieścia
- Adamstown, Artane, Ashington, Ashtown
- Balbriggan, Baldoyle, Balgriffin, Ballinteer, Ballsbridge, Ballybrack, Ballycullen, Ballyfermot, Ballymun, Balrothery, Bayside, Beaumont, Belfield, Blackrock, Blanchardstown, Bluebell, Booterstown, Brittas
- Cabinteely, Cabra, Carpenterstown, Carrickmines, Castleknock, Chapelizod, Cherrywood, Churchtown, Citywest, Clondalkin, Clonshaugh, Clonsilla, Clonskeagh, Clontarf, Coolmine, Coolock, Crumlin
- Dalkey, Darndale, Dartry, Deansgrange, Dollymount, Dolphin's Barn, Donabate, Donaghmede, Donnybrook, Donnycarney, Drimnagh, Drumcondra, Dún Laoghaire, Dundrum
- East Wall, Edmondstown
- Fairview, Finglas, Firhouse, Foxrock
- Galloping Green, Glasnevin, Glasthule, Glencullen, Glenageary, Goatstown, Grangegorman
- Harolds Cross, Hartstown, Howth, Huntstown
- Inchicore, Irishtown, Islandbridge
- Jobstown
- Kill O’ The Grange, Kilbarrack, Killester, Killiney, Kilmacud, Kilmainham, Kilmore, Kilnamanagh, Kilsallaghan, Kilternan, Kimmage, Kinsealy, Knocklyon
- Leopardstown, Loughlinstown, Lucan, Lusk
- Malahide, Marino, Merrion, Milltown, Monkstown, Mount Merrion, Mulhuddart
- Newcastle, Naul
- Oldbawn, Ongar
- Palmerstown, Perrystown, Phibsborough, Portmarnock, Portobello
- Raheny, Ranelagh, Rathcoole, Rathfarnham, Rathgar, Rathmichael, Rathmines, Rialto, Ringsend, Rush
- Saggart, Sallynoggin, Sandycove, Sandyford, Sandymount, Santry, Shankill, Skerries, Smithfield, Stepaside, Stillorgan, Stoneybatter, Strawberry Beds, Sutton, Swords
- Tallaght, Templeogue, Terenure, The Coombe, Tyrrelstown
- Walkinstown, Whitechurch, Whitehall, Windy Arbour